# Sancellas
Sancellas (catalansk: Sencelles) er en by og kommune i det østlige Spanien på øen Mallorca i provinsen De Baleariske Øer. Den har et indbyggertal på 3.900 (2024) indbyggere.